# قازارمان
قازارمان (به قرقیزی: Казарман) یک منطقهٔ مسکونی در قرقیزستان است که در شهرستان توغوز توره واقع شده‌است. قازارمان ۹٬۴۸۶ نفر جمعیت دارد و ۱٬۳۱۰ متر بالاتر از سطح دریا واقع شده‌است.